# Henrik Sjögren
Henrik Samuel Conrad Sjögren (23 de juliol de 1899, Köping, Suècia - 17 de setembre de 1986, Lund, Suècia) va ser un oftalmòleg suec més conegut per ser l'epònim de la síndrome de Sjögren. Va publicar una tesi doctoral el 1933 titulada El coneixement de la queratoconjuntivitis que finalment va servir com a base de dita síndrome.
No s'ha de confondre Karl Gustaf Torsten Sjögren, científic suec que va descriure la síndrome de Sjögren-Larsson.